# 곤충곰팡이목
곤충곰팡이목(Entomophthorales)은 곤충곰팡이문에 속하는 접합균류 목의 하나이다. 이전에는 접합균강(Zygomycetes)으로 분류했으나 최근에는 곤충곰팡이문 또는 곤충곰팡이아문으로 분류하고 있다. 곤충곰팡이목의 대부분의 종은 곤충의 병원체이다. 일부 종은 선형동물, 진드기, 완보동물을 감염시키며, 일부(특히 코니디오볼루스속(Conidiobolus) 종)는 부생생물이다. 곤충곰팡이목(Entomophthorales)이라는 이름은 "곤충 파괴자"라는 의미의 그리스어(entomo=곤충, phthor=파괴자)에서 유래했다.

## 하위 과
- Ancylistaceae
- Completoriaceae
- Entomophthoraceae
- Meristacraceae